# Tetsuji Hayashi
Tetsuji Hayashi (林 哲司, Hayashi Tetsuji, nascido em 20 de agosto de 1949) é um compositor e arranjador japonês conhecido por suas influentes contribuições para o desenvolvimento do J-pop e do city pop na década de 1980. Ele ouvia música ocidental pop desde criança, o que levou a sua paixão por música. Ele aprimorou suas habilidades como compositor e arranjador e, em 1978, compôs o álbum de estreia de Mariya Takeuchi, Beginning, seguido por seu single de sucesso "September" em 1979; e do single "Mayonaka no Door", de Miki Matsubara, no mesmo ano. Também colaborou com outros artistas prominentes como S. Kiyotaka & Omega Tribe, Masaki Ueda e Junichi Inagaki.
Apesar de inicialmente planejar sua aposentadoria em 2008, Hayashi voltou aos holofotes devido ao apoio dos fãs em um show comemorativo. Desde então, ele continuou a compor e produzir música. Seu legado foi celebrado com o lançamento do álbum de compilação 50th Anniversary Special A Tribute of Hayashi Tetsuji: Saudade em 2023, acompanhado de um show que mostrava seu impacto.

## Primeiros anos e educação
Tetsuji Hayashi nasceu em 20 de agosto de 1949, em Fuji, Shizuoka, como o caçula de cinco irmãos. Seu pai administrava uma fábrica de papel. Exposto à música pop ocidental desde cedo, ele e seu irmão pegaram um violão emprestado de um funcionário de seu pai. Ele estudou na Fuji High School da Prefeitura de Shizuoka e se inspirou nas apresentações da banda da escola e no estilo dos Beatles. Ele implorou aos pais por uma guitarra elétrica para se juntar a um grupo de idosos. Nessa época, ele começou a compor, admirando Yūzō Kayama e imitando outros, chegando, enfim, a escrever 200 canções como estudante. Aos 20 anos, ingressou na Escola de Música Yamaha, patrocinado pela revista musical Yamaha Light Music, que mais tarde viria a editar.

## Carreira

### Início de carreira
Em 1972, ele inscreveu sua canção "Sore ga Koi no Owari Nara" no 3º Festival Mundial da Canção Popular realizado no Chile, o que o ajudou a estrear como cantor e compositor em abril de 1973. Ele conheceu a cantora Junko Ohashi antes de sua estreia em junho de 1974, e lhe forneceu as canções "Kyashī no Uwasa" e "Rainy Saturday & Coffee Break". Em 1975, empresários da Fuji Pacific Music exibiram uma fita demo do trabalho de Hayashi, incluindo canções de Ohashi, no Midem em Cannes, França. A canção "Sore ga Koi no Owari Nara" se tornou a favorita de Chas Peate, o produtor da banda de rock britânica Jigsaw, e seria incluída como uma canção em Pieces of Music, sob o nome de "If I Have To Go Away". Originalmente planejada para ser incluída apenas no álbum do Jigsaw, a canção foi considerada mais completa do que o esperado e foi lançada como single em 1977, entrando nas paradas do Reino Unido e dos Estados Unidos.

### Compondo hits
Em 1978, ele ajudou a compor a música "Goodbye Summer Breeze" para o álbum de estreia de Mariya Takeuchi, Beginning. No ano seguinte, ele escreveu "September", o terceiro single de Takeuchi, que lhe rendeu o Japan Record Award de Melhor Artista Revelação no 21º Japan Record Awards em dezembro de 1979. No mesmo ano, ele compôs a música "Mayonaka no Door" para Miki Matsubara. O sucesso comercial do single aumentou significativamente a popularidade de Matsubara e Hayashi.
Em 1983, ele se envolveu com a banda S. Kiyotaka & Omega Tribe, que fazia parte do projeto Omega Tribe de Koichi Fujita com Kiyotaka Sugiyama como vocalista principal. Ele contribuiu para escrever todos os seus singles e várias outras canções, incluindo "Summer Suspicion" (1983), "Kimi no Heart wa Marine Blue" (1984) e "Futari no Natsu Monogatari" (1985), sendo que esta última foi concluída em dois dias. Ele convenceu o grupo a gravar um álbum final depois que eles votaram pela separação, resultando no álbum First Finale de 1985.
No mesmo ano, ele se envolveu com a Omega Tribe, conheceu Junichi Inagaki e mais tarde forneceu as canções "Maria" e "Idasenakute" para o terceiro álbum de Inagaki, JI, além de fornecer a canção "Kanashī Iroyane" para Masaki Ueda. Depois de escrever "Summer Suspicion", a idol Akina Nakamori pediu que ele escrevesse uma música para ela. Ela pediu algo entre a forte "Shōjo A" e a suave "Second Love". Embora Hayashi tenha achado esse pedido desafiador, ele escreveu a música "Kita Wing". Ele também se tornou amplamente ativo como diretor musical e produtor de trilhas sonoras e eventos de filmes e dramas. Em 1987, ele contribuiu para o filme Hachikō Monogatari cantando e compondo músicas para sua trilha sonora.
Em 1994, compôs a canção "Kiseki no Big Fight" para Hironobu Kageyama. Ela foi usada no filme Dragon Ball Z: O Retorno do Guerreiro Lendário. No mesmo ano, compôs as duas canções do single "Dragon Power Mugendai".

### Planos de aposentadoria e retorno à música
Em 2008, Hayashi tinha decidido se aposentar, mas em 23 de outubro de 2008, ele apareceu em um show para comemorar o 35º aniversário de sua carreira no Fórum Internacional de Tóquio. Com convidados como Sugiyama, Ueda, Inagaki e Takeuchi (este último foi convidado como convidado secreto), o apoio de seus fãs no evento mudou a opinião de Hayashi sobre a aposentadoria. Ele voltou a trabalhar como produtor e compositor, colaborando com Sugiyama no álbum de 2011 Kiyotaka Sugiyama meets Tetsuji Hayashi Reunited . No ano seguinte, ele escreveu a música "Namidame no Alice" para Shiori Tamai, que ficou conhecida como uma "canção divina" entre os fãs. Em 2018, ele formou a The Band Eight e começou a trabalhar como artista na banda. Em julho do mesmo ano, ele iniciou a série "Song File Live", que leva seus sucessos aos fãs, com Kiyotaka Sugiyama como primeiro convidado. 
Em novembro de 2021, ele compôs a música "Watching Over You" de Peach & Apricot, dupla formada por Mariya Takeuchi e Anri. Isso marcou a primeira colaboração entre Hayashi e Takeuchi desde "Ichigo no Yuuwaku" de 1981, e sua primeira colaboração com Anri desde "You Are Not Alone" de 1983. Em março de 2023, sua música "Hidarimune no Seiza" foi incluída na coletânea Pacific Breeze 2: Japanese City Pop, AOR & Boogie 1972-1986, compilada e lançada pela Light in the Attic Records. Em setembro de 2023, a VAP anunciou o álbum 50th Anniversary Special A Tribute of Hayashi Tetsuji: Saudade, que foi lançado em 8 de novembro de 2023. O álbum apresenta vários artistas com os quais Hayashi tinha ligações, incluindo Shoko Nakagawa, Akina Nakamori e Kiyotaka Sugiyama. Antes do lançamento do álbum, Hayashi realizou seu show de 50º aniversário em 5 de novembro de 2023, no Fórum Internacional de Tóquio, para promover o álbum. O concerto contou com apresentações de S. Kiyotaka & Omega Tribe, Asako Toki e Emi Meyer.

## Arte
Hayashi declarou que não gostava de músicas tradicionais de enka, descrevendo-as como tendo poucas mudanças melódicas. Ele acreditava que as músicas deveriam ter mais musicalidade. O colaborador Kiyotaka Sugiyama, que conheceu Hayashi quando ele era vocalista do S. Kiyotaka & Omega Tribe, afirmou que as melodias de Hayashi pareciam fáceis, mas na verdade eram difíceis de executar. Devido ao ressurgimento do city pop nas décadas de 2010 e 2020, as músicas que ele escreveu, particularmente "Mayonaka no Door", ganharam popularidade renovada. Em 2020, o cantor e YouTuber indonésio Rainych fez um cover da música, que alcançou a posição 49 nas paradas da Oricon. Durante uma entrevista à NHK, ele disse que acreditava que o motivo do ressurgimento da música era que as pessoas agora estavam acostumadas música em streaming.